# Stadtpark Düren
Der Stadtpark Düren ist ein historisch gewachsener Volksgarten in Düren, Nordrhein-Westfalen. Er wurde im Mai 1997 in Willy-Brandt-Park umbenannt. Er ist unter Nr. 135 in die Liste der Baudenkmäler in Düren eingetragen.

## Lage
Die Parkanlage liegt direkt an der Rur und wird heute begrenzt von der Aachener Straße, der Valencienner Straße und der Tivolistraße.
Direkt neben dem Park liegt die ehemalige Stadtgärtnerei mit dem Pavillon der chinesischen Partnerstadt Jinhua, die älteste Tennisanlage der Stadt und das Stadtparkrestaurant mit dem denkmalgeschützten Schießstand der Ewaldus-Gilde. Gegenüber in der Valencienner Straße befindet sich das größtenteils denkmalgeschützte Fabrikgelände der ehemaligen Feintuchfabrik Leopold Schoeller.

## Geschichte
1862 wurde das 18 Morgen große Gelände von der Ewaldus-Gilde gekauft. 1882 erwarb die Stadt Düren das ganze Gelände von 6 ha, 0,3 Ar und 42 m² von der Gilde zum Preis von 64.000 Mark. Nach den Plänen des Kölner Gartenbaudirektors Adolf Kowallek wurde der Stadtpark 1896 errichtet. Der Dürener Bürgermeister August Klotz eröffnete ihn am 21. Juni 1896. Ab 1898 kam auch der östlich der Rur gelegene Parkstreifen zum Stadtpark. Der Park wurde im Stil des englischen Landschaftsgartens mit geometrischen Formen angelegt. Schon damals gab es einen Rasentennisplatz und einen Kinderspielplatz. 
Um die Jahrhundertwende zum 20. Jahrhundert wurde auf der östlichen Rurseite eine Flussbadeanstalt eingerichtet, die bis nach dem Zweiten Weltkrieg bestand. Gegenüber, am westlichen Ufer befand sich ein Ruderbootverleih. Durch ein Wehr vor der Dreigurtbrücke wurde die Rur gestaut.
Im Gelände der Stadtgärtnerei wurden ein botanischer Garten und ein Stadtschulgarten angelegt, in dem 1897/98 gemäß dem Verwaltungsbericht der Stadt Düren „1000 Arten und Abarten von Pflanzen gezogen werden konnten.“ Der botanische Garten umfasste 4500 m² mit einem beheizten Treibhaus. 
Schon 1898 gab es viele Konzerte im Park. 1910 feierte die Ewaldus-Gilde im 1400 Personen fassenden Saal ihr 350-jähriges Bestehen. Schon 1905 erhielt der Hauptweg zwischen der Johannesbrücke und der Bismarckbrücke statt der Petroleumlampe eine elektrische Beleuchtung. Im Ersten Weltkrieg litten Park und Gebäude sehr. Bis 1922 wurde die Halle von der Besatzungstruppe beschlagnahmt. Die Renovierung erfolgte in kleinerem Umfang. 
Im Zweiten Weltkrieg wurde ein Großteil der Rosenbeete zum Anpflanzen von Gemüse genutzt. Die Zerstörungen des Parks in diesem Krieg waren enorm, denn die Rur war bis zum 23. Februar 1945 Hauptkampflinie. Bereits in den 1950er Jahren begannen wieder die Konzerte im Stadtpark.

## Sonstiges
Im Park steht die denkmalgeschützte Plastik die Verteidigung einer Sabinerin des Berliner Bildhauers Joseph Uphues. 
Im Park stehen unter anderem zwei Mammutbäume und eine uralte Zeder. 
Der Rurufer-Radweg führt auf dem Weg von der Quelle der Rur bei Botrange in Belgien bis zur Mündung im niederländischen Roermond durch den Stadtpark.
In jedem Sommer finden im Park das Kinderkulturfest und das Mundartfestival statt.

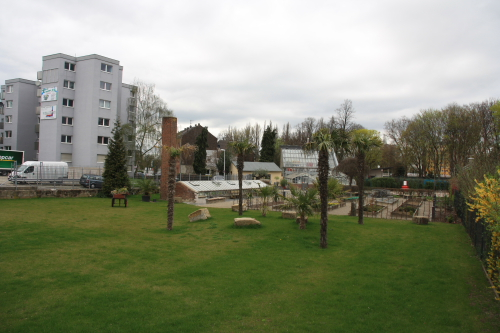
Die ehemalige Stadtgärtnerei
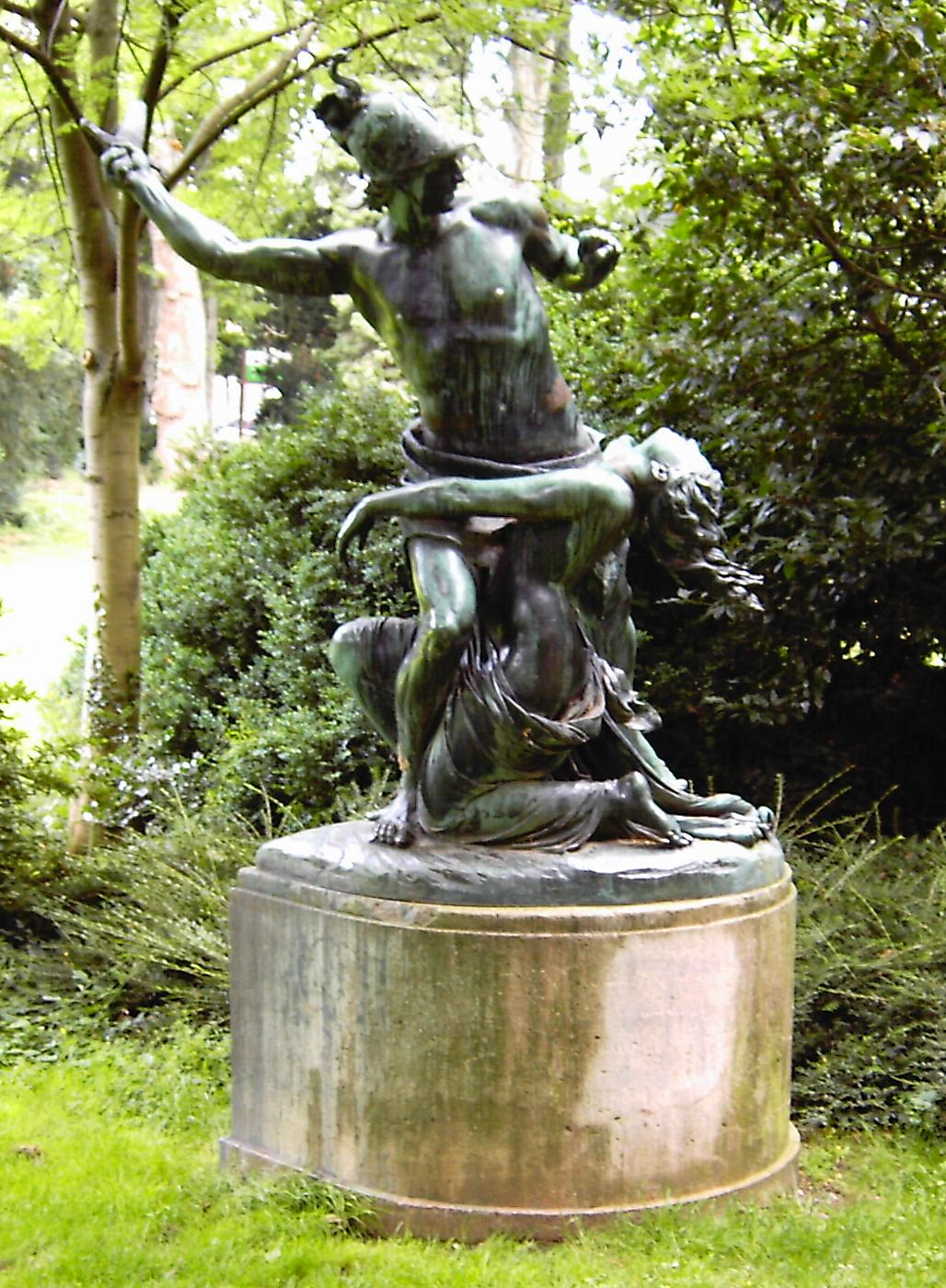
Statue „Verteidigung einer Sabinerin“
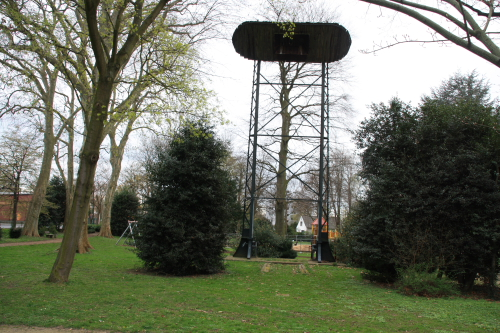
Schießstand im Park
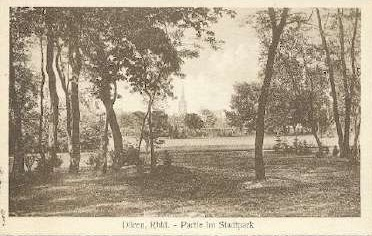
Der Stadtpark 1927